# Sajókeresztúr
Sajókeresztúr is een plaats (község) en gemeente in het Hongaarse comitaat Borsod-Abaúj-Zemplén. Sajókeresztúr telt 1538 inwoners (2001).